# Machaerina cubensis
Machaerina cubensis är en halvgräsart som först beskrevs av Georg Kükenthal, och fick sitt nu gällande namn av Tetsuo Michael Koyama. Machaerina cubensis ingår i släktet Machaerina och familjen halvgräs. Inga underarter finns listade i Catalogue of Life.